# Shaun Evans
Shaun Evans (Liverpool, Inglaterra, 6 de marzo de 1980) es un actor conocido por su participación en la serie de televisión Endeavour, en la que interpreta el papel principal.

## Biografía
La familia de Evans es originaria de Irlanda del Norte. Evans creció en Liverpool, donde trabajaba su padre como taxista y su madre como empleada del hospital a cargo de la atención médica. Tiene un hermano mayor que él. Evans gana una beca para St Edward's College, a la que asistió desde 1991 a 1998, y donde recibió sus primeros pasos como actor.
Hizo un curso en el National Youth Theatre antes de mudarse a Londres alrededor de los 17 o 18 años, para estudiar en la Guildhall School of Music and Drama.

## Vida privada
Más bien discreto sobre su vida privada, Shaun Evans mantuvo una relación durante cuatro años con la cantante irlandesa Andrea Corr, del grupo The Corrs. Se conocieron en el set de la película The Boys from County Clare. Se separaron en 2007.

## Carrera profesional

### Actor
Su primer gran papel fue, en 2002, el de Jean-Paul Keating, un profesor de francés gay, en la segunda temporada de la comedia dramática Teachers emitida por el canal de televisión Channel 4.
Al año siguiente, hizo su debut cinematográfico en la película The Boys and girl from County Clare, junto a Bernard Hill, Colm Meaney y Andrea Corr.
En 2002, Evans interpretó a Andy Clark en televisión en la docuficciónThe Project. También interpretó al Conde de Southampton en la miniserie The Virgin Queen, en noviembre de 2005, apareció en la serie Masterpiece transmitida primero por PBS en los Estados Unidos y luego por la BBC en enero de 2006.

### Director
En 2017 y 2018, Shaun Evans dirigió tres episodios de la serie de televisión británica Casualty, luego, en 2019, el episodio de Appolo de la serie Endeavour.

## Filmografía

### Cine
- 2003: The Boys and girl from County Clare por John Irvin: Teddy
- 2004: Adorable Julia de István Szabó: Tom Fennell
- 2004: Cashback: Sean Higgins
- 2006: Gone por Ringan Ledwidge: Alex
- 2007: Boy A
- 2007: Sparkle: Sam
- 2007: The Situation: Wesley
- 2009: Dread: Quaid
- 2009: Telstar: Billy Kuy
- 2009: Princess Kaiulani: Clive Davis
- 2010: Ven lluvia, ven brillo: David Mitchell
- 2011: Demoledores de Dictynna Hood:Mella
- 2011: Archaeology, cortometraje - Noah
- 2014: War Book de Tom Harper:Tomás
- 2014: aparición en el clip de Cherry Ghost Clear Skies Ever Closer

### Televisión
- 2002: Teachers por Tim Loane: John Paul Keating
- 2002: The Project de Peter Kosminsky:AndyClark
- 2006: The Virgin Queen de Coky Giedroyc: Conde de Southampton
- 2007: Inspector George Gently por Peter Flannery: Lawrence Elton
- 2009: Ashes to Ashes - Kévin Hales (temporada 2, episodios 1 y 2)
- 2012: Whitechappel (temporada 3) de Ben Court: Driscoll astuto
- 2012: Seda: Daniel Lomas
- 2012 - 2023: Endevour de Colm McCarthy: Sargento Morse
- 2012: The Last Weekend: Ian
- 2015: The Scandalous Lady W: Sir Richard Worsley
- 2021: Vigil